# Łuhanśke (rejon bachmucki)
Łuhanśke (ukr. Луганське) – osiedle typu miejskiego na Ukrainie, w obwodzie donieckim, w rejonie bachmuckim. W 2001 liczyło 2612 mieszkańców.